# T.L. Edwards
T.L. Edwards (11 dicembre 1988) è un ex giocatore di football americano statunitense, che ha giocato come defensive back.

## Palmarès
- 1 Mondiale (2015)